# دامباران

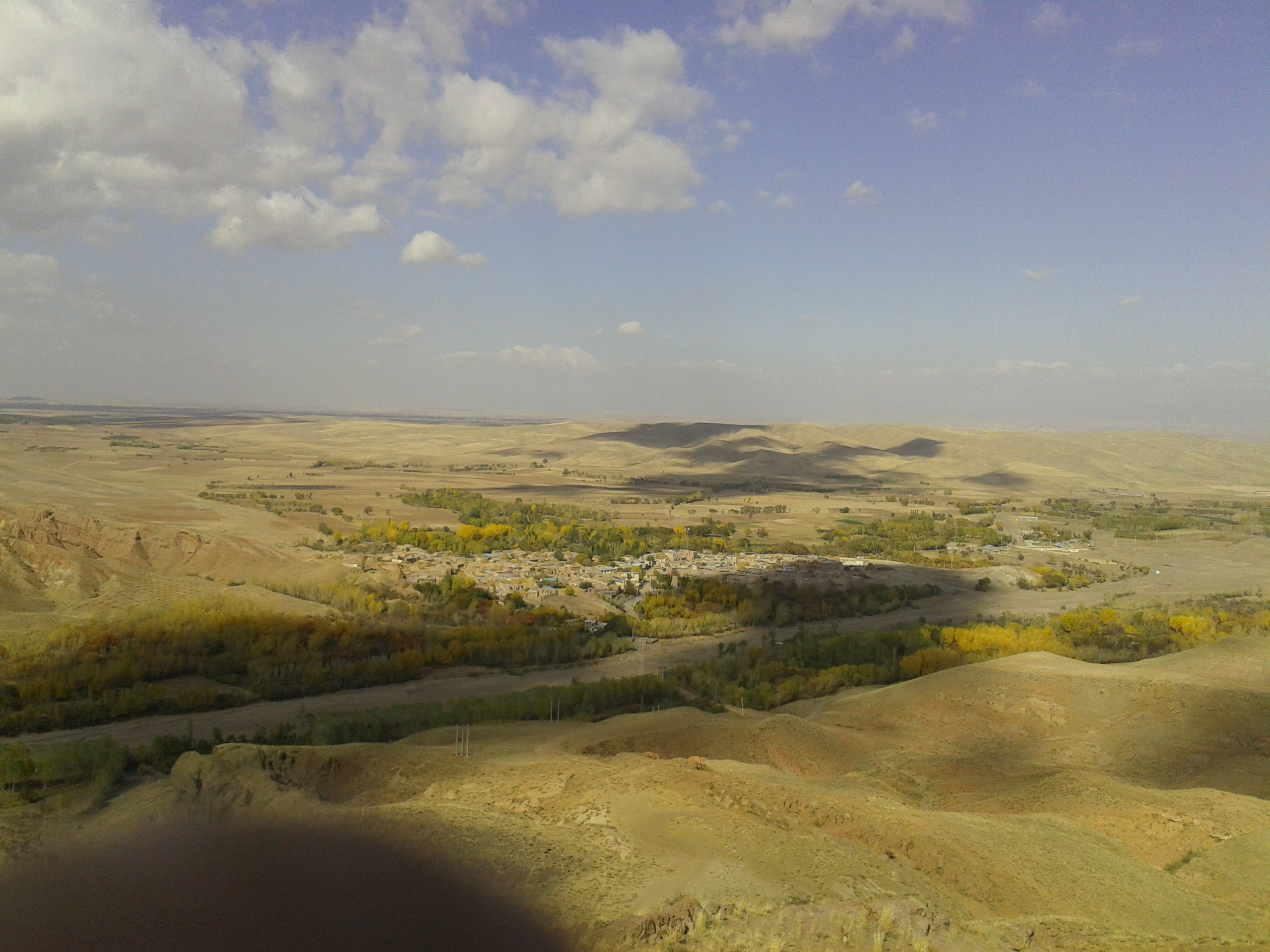
منظره پاییزی دانباران از ارتفاعات جاده منکرآباد

دانباران یکی از روستاهای استان آذربایجان شرقی است که در دهستان ابرغان بخش مرکزی شهرستان سرآب واقع شده است. 

## وجه تسمیه
واژه دانباران از ریشه واژۀ دانابُران که به کسانی گفته می‌شد که گاوهای نر را برای پروار کردن و گوشت آوری زیاد اخته می‌کردند.
دانا در زبان ترکی آذربایجانی به معنی گاوِ نرِ جوان است وبُران با تلفظ ترکی بوران به معنی پیچاننده است؛ و در معنای کلی یعنی پیچانیدن بیضه‌های گاو نر بعد از وازکتومی از روی پوست کیسه بیضه با وسیله‌ای شبیه انبردست که با لبه‌های پهن لوله‌های انتقال اسپرم را تحت فشار از روی پوست کیسه بیضه قطع می‌نموده سپس بیضه‌ها را با مهارت خاصی با پیچانیدن به داخل شکم حیوان هدایت می‌کردند بدین ترتیب گاو نر از جفت‌گیری بازمانده و شروع به چاق شدن می‌نموده است. در قدیم اهالی آبادی‌های اطراف این روستا برای اخته کردن گاوهای نر به این مکان مراجعه می‌نمودند و با پرداخت اجرت گاوهای نر را اخته می‌کردند.
واژۀ دانباران طی سال‌های متمادی تغییر یافته از واژه دانا بوران بوده که با واژه‌های دمبران، دامبَران، دامباران، دَنبَران و دَنباران و دانباران که شکل امروزی آن است درآمده است.

## علل پیدایش روستا
در مورد پیدایش روستای دانباران اطلاعات قابل اطمینانی در دست نیست ولی علل پیدایش بیشتر روستاها مخصوصاً روستای دانباران در سه مورد خلاصه می‌شود:
الف) دلایل طبیعی و توپوگرافی (کوه‌ها-رودها و اراضی زراعی)
ب) اهداف و خواسته‌های انسانی برای مصون ماندن از حملات دشمن
ج) ملاحظات کشاورزی و اقتصادی که این مورد به تبعیت از مورد اول امکان‌پذیر خواهد بود.

## محدوده سیاسی
از نظر تقسیمات سیاسی روستای دانباران جز دهستان ابرغان است، مرکز دهستان روستای ابرغان بوده و تعداد روستاهای این دهستان ۲۵ روستا است.
اسامی روستاهای دهستان ابرغان به قرار زیر است:
| ۱-ابرغان      | ۲-احمدآباد سفلی | ۳-احمدآباد علیا |
| ۴-آغچه‌کند     | ۵-آناقیز        | ۶-بافتان        |
| ۷-بالستان     | ۸-بهرمان        | ۹-جهیزدان       |
| ۱۰-چرلو       | ۱۱-چیچک‌لو       | ۱۲-خاتون‌آباد    |
| ۱۳-داراب      | ۱۴-دانباران     | ۱۵-دامنجان      |
| ۱۶-دولت‌آباد   | ۱۷-قارخون       | ۱۸-قارقا        |
| ۱۹-قزل‌گچی     | ۲۰-قزلجه        | ۲۱-قوشچی        |
| ۲۲-قوشه گنبد  | ۲۳-گل‌آباد       | ۲۴-محسن‌آباد     |
| ۲۵-گاودوش‌آباد | ۲۶-مردآباد      | ۲۷-قریق         |

محدوده جغرافیایی تمامی روستاها یا در موقعیت جلگه‌ای هستند یا کوهستانی یا هم کوهستانی و هم جلگه‌ای با فاصله‌ای اندک از همدیگر یک واحد جغرافیایی همگون در کنار هم و با یکدیگر ارتباط دارند.

## وضعیت خدماتی
از نظر خدماتی روستاهای موجود در دهستان به گونه‌ای هستند که نیازهای خدماتی خود را از مرکز شهرستان برآورده می‌سازند و تنها روستاهایی از روستای دانباران خدمات می‌گیرند که در حوزه نفوذ بلافاصله و مستقیم این مرکز قرار دارند و عناصر خدماتی که ارتباط بین روستای دانباران با روستای پیرامون را بر قرار می‌کنند عبارت اند از: وجود مدارس راهنمایی (دخترانه و پسرانه)، خانه بهداشت، فروشگاه فراورده‌های نفتی و در مقیاس بسیار کوچک تهیه ملزومات اولیه زندگی. روستاهایی که از این خدمات بهره می‌برند عبارتند از: گل‌آباد، عباس‌آباد، قزلجه اکراد
به‌طور کلی می‌توان گفت که این مرکز دارای حوزه نفوذ و کشش صرفاً خد ماتی بوده که در زمینه‌های آموزشی –بهداشتی و تجاری به روستاهای یادشده که درحوزه نفوذ مستقیم قرار دارند سرویس ارائه می‌دهد ولی بقیه روستاها از نظر خدماتی وابسته به مرکز شهرستان می‌باشند.

## راه‌های ارتباطی و دسترسی
وجود جاده آسفالته بهرمان-دانباران و همچنین راه‌های فرعی که روستای دانباران را با سایر روستاهای اطراف متصل می‌سازد و به علت وجود این راه‌ها می‌توان مرکزیت خاصی برای این روستا به سایر روستاهای دهستان قائل شد چون با وجود این راه‌ها میزان دسترسی به خدمات افزایش یافته و این امکان را فراهم می‌آورد که روستایی که از نظر ارتباط در سطح خوبی قرار داشته باشد، بتواند مرکزیت یک منطقه را نیز بر عهده بگیرد.

## ویژگی‌های انسانی و دموگرافیک روستا و حوزه نفوذ آن
دهستان ابرغان که مرکز آن روستای ابرغان می‌باشد مشتمل بر ۲۵ روستای ابرغان، احمدآباد سفلی، احمدآباد علیا، آغچه‌کند، آناقیز، بافتان، بالستان، بهرمان، جهیزدان، چرلو چیچکلو، خاتون‌آباد، داراب، دانباران، دامنجان، دولت‌آباد، قارخون، قارقا، قزل‌گجی، قزلجه اکراد، قوشچی، قوشه گنبد، گل‌آباد/منکرآباد، محسن‌آباد/گاودوش‌آباد، مردآباد/قریق بر اساس آخرین سرشماری عمومی نفوس و مسکن (۱۳۷۵)، ۱۸۴۸۲ نفر جمعیت را در خود جای داده است که روستای ابرغان با ۲۰۵۷ نفر پرجمعیت‌‌ترین و روستای مردآباد با۶۶ نفر کم‌جمعیت‌ترین روستای دهستان ابرغان می‌باشند. نرخ رشد جمعیت دهستان در فاصله سال‌های ۵۵–۴۵ معادل ۱/۳ درصد بین سال‌های ۶۵–۵۵ دارای ۱/۱۸ درصد نرخ رشد و در بین دو سر شماری ۷۵–۶۵ از نرخ رشد ۰/۰۲۵ درصد برخوردار بوده است.

## مهاجرت و روند آن در گذشته
بررسی تحولات جمعیت دانباران نشان می‌دهد که این روستا همواره مهاجر فرست بوده است. با توجه به آمار استخراج‌شده از خانه بهداشت روستای دانباران تعداد واردشدگان (مهاجرپذیری) به روستای دانباران از سال (۱۳۷۴ تا سال ۱۳۸۱) ۱۰۰ نفر بوده و تعداد خارج‌شدگان (مهاجردهی) در این مدت ۲۹۶ نفر بوده است که گویای ترازنامه منفی مهاجرت به میزان ۱۹۶ نفر در این مدت می‌باشد و میزان مهاجرت برابر ۲۶/۶۱- در هزار می‌باشد.
شایان ذکر است که انگیزه اغلب مهاجرت‌ها شغلی بوده است برای اینکه زمینه شغلی جدید در این منطقه برای جوانان مهیا نیست و نکته دوم این که محصولات کشاورزی و دامداری دارای بازار متعادل نیست و جوانان نمی‌توانند تضمین شغلی در این بخش داشته باشند و ناچار دست به مهاجرت می‌زنند.

## نحوه عملکرد خدمات موجود در حوزه نفوذ روستا
طبق بررسی‌های انجام شده میزان عملکرد خدمات اساسی موجود در حوزه نفوذ روستا مشخص گردید به گونه‌ای که روستای دانباران در زمینه تجاری –آموزشی و بهداشتی (خدماتی) به روستاهای واقع در حوزه نفوذ بلافصل خود خدمات ارائه می‌دهد و توزیع خدمات در زمینه‌های یادشده مورد بررسی قرار می‌گیرد:

### بهداشتی و خدماتی
این روستا با توجه به سهولت دسترسی به آن توانسته است که به روستاهای همجوار مانند گل‌آباد، عباس‌آباد و قزلجه اکراد خدمات بهداشتی درمانی ارائه می‌دهد.
در ضمن روستای دانباران دارای دو قمر به نام‌های گل‌آباد و عباس‌آباد می‌باشد.

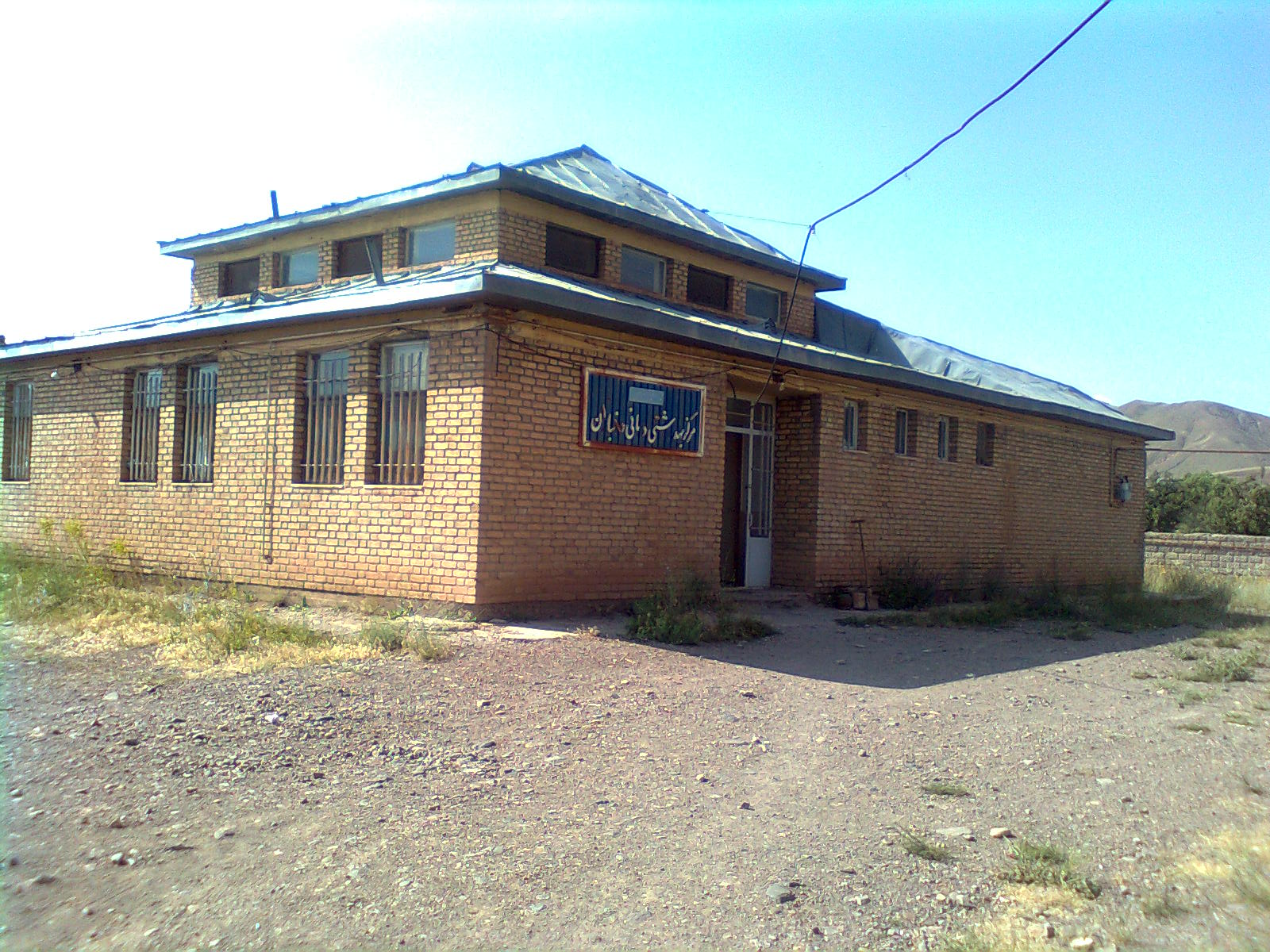
مرکز خدمات بهداشتی و درمانی دانباران

### آموزشی
در روستای دانباران مدارس دخترانه و پسرانه در سطوح ابتدائی-راهنمایی دایر می‌باشد و از روستاهای گل‌آباد، عباس‌آباد و قزلجه اکراد جهت تحصیل به این روستا مراجعه می‌کنند که مراجعه‌کنندگان در سطوح مختلف آموزشی به کسب علم مشغولند.

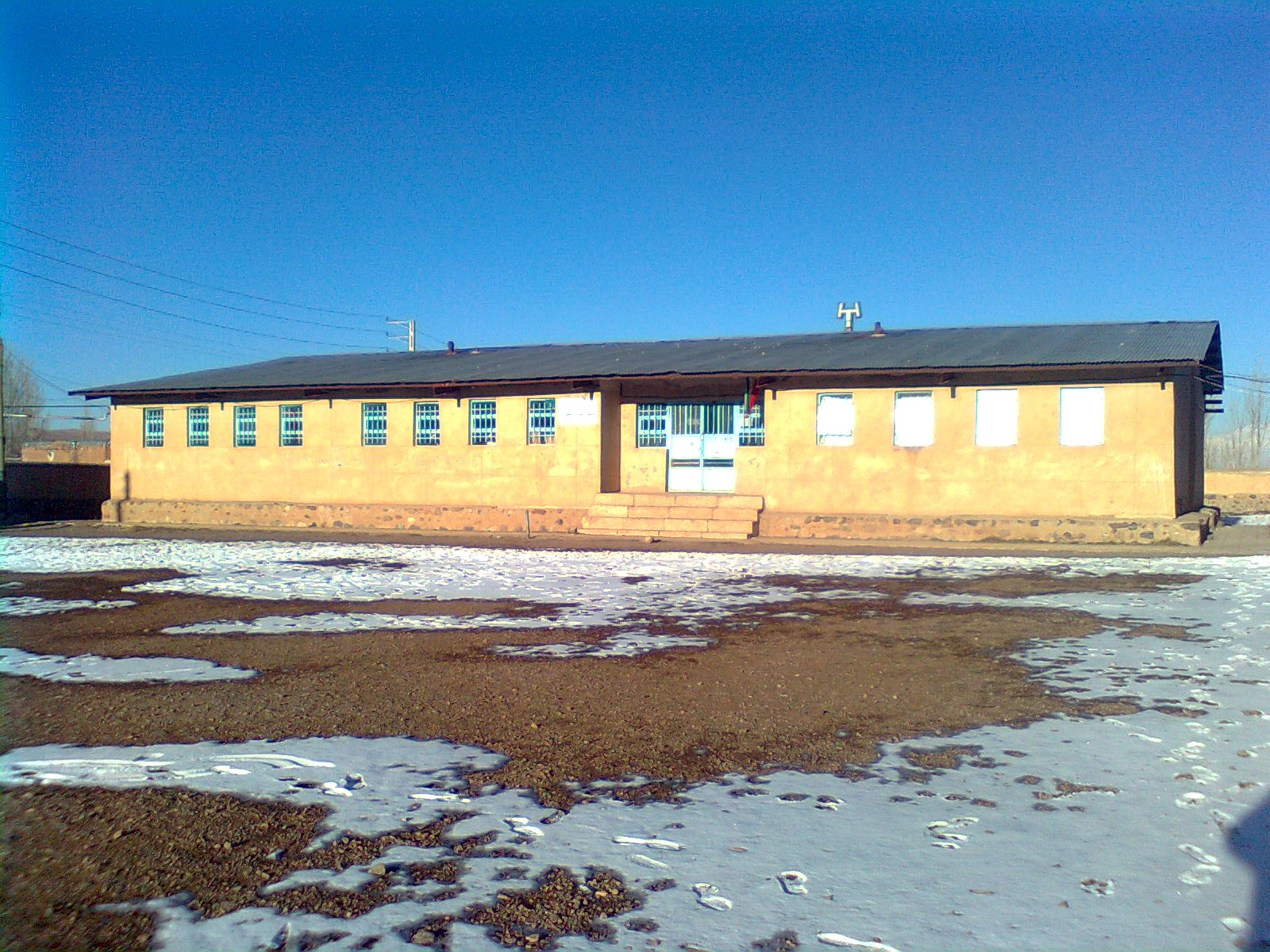
مدرسه پسرانه روستای دانباران

### تجاری
ای روستا در زمینه خدمات تجاری به روستاهای گل‌آباد، عباس‌آباد، و قزلجه اکراد خدمات ارائه می‌دهد.

## موقعیت جغرافیایی
روستای دانباران ارز روستای بخش مر کزی شهرستان سرآب می‌باشد که بر اساس آخرین تقسیمات سیاسی در دهستان ابرغان که مرکزیت آن را نیز بر عهده دارد واقع شده است.
وضعیت آبادی مورد مطالعه هم جلگه‌ای و هم کوهستانی بوده و در موقعیت ۴۷ درجه، ۱۴ دقیقه طول شرقی و ۳۷ درجه، ۵۰ دقیقه و ۱۰ ثانیه عرض شمالی قرار گرفته است.
این روستا از نظر نحوه قرارگیری فضایی از چهار جهت اصلی (شمال، شرق، غرب، جنوب) با روستای داراب، قزلجه اکراد، آغچه‌کند عباس‌آباد و منکرآباد هم‌مرز می‌باشد.

## تعیین محدوده اراضی کشاورزی و منابع طبیعی روستا
محدوده اراضی کشاورزی متعلق به روستای دانباران از طرف شمال به طول ۲/۵ کیلومتر تا اراضی کشاورزی روستای داراب گسترش یافته و از جنوب حدوداً ۳ کیلومتر تا اراضی روستای منکرآباد و از طرف شرق تا محدوده اراضی روستای قزلجه اکراد و آغچه‌کند (حدودا ۲ کیلومتر) واز طرف غرب تا اراضی کشاورزی روستای عباس‌آباد
به طول ۲/۵ کیلومتر گسترش یافته است.
اراضی کشاورزی مشتمل بر دو نوع آبی و دیم می‌باشد که کلا اراضی کشاورزی این روستا ۵۴۰ هکتار است.

### آب کشاورزی

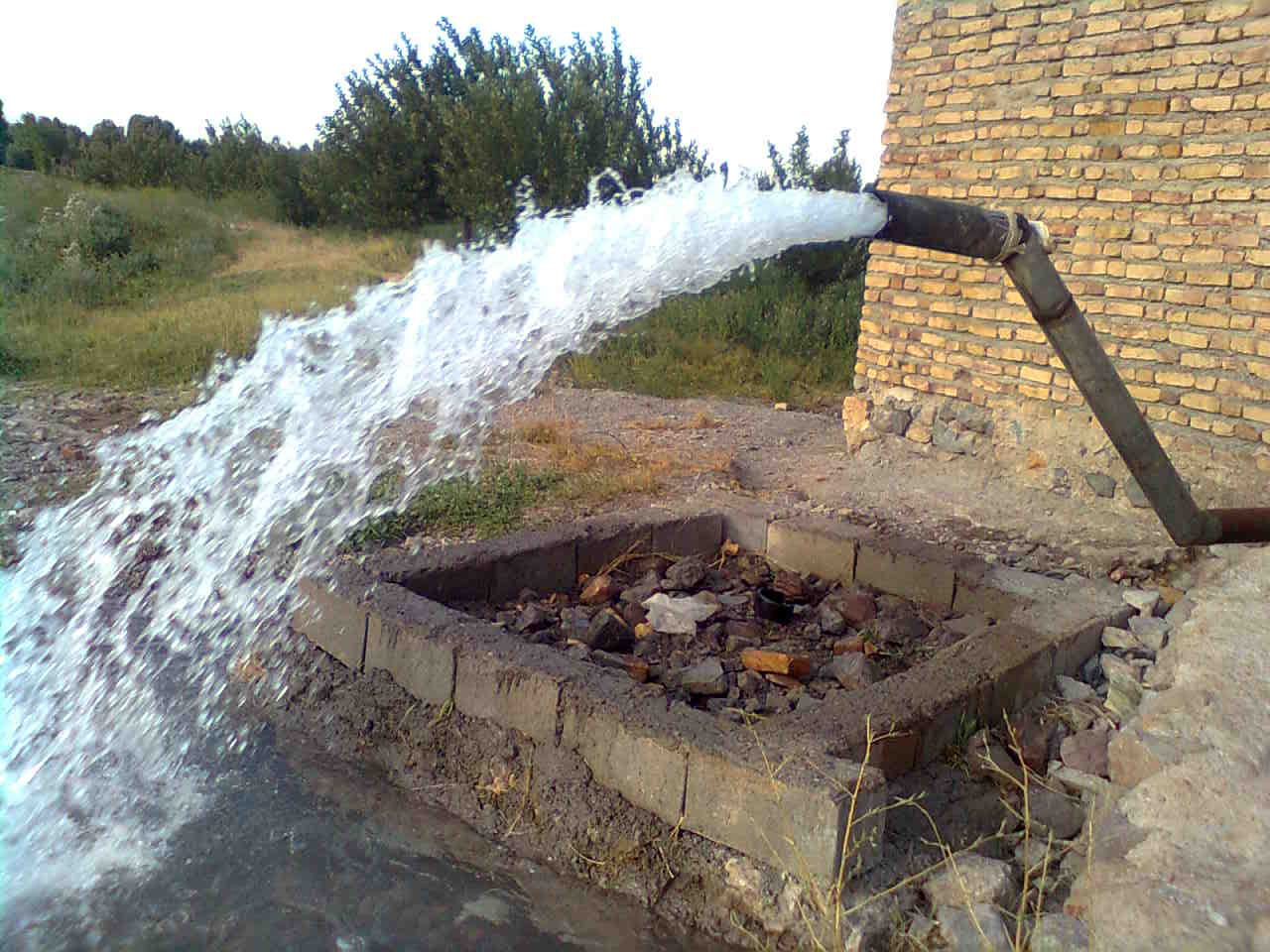
یک حلقه چاه آب کشاورزی در دانباران